# Pavetta schliebenii
Pavetta schliebenii är en måreväxtart som beskrevs av Gottfried Wilhelm Johannes Mildbraed och Cornelis Eliza Bertus Bremekamp. Pavetta schliebenii ingår i släktet Pavetta och familjen måreväxter. Inga underarter finns listade i Catalogue of Life.